# Дербен-Ойрат
Дербен-Ойрат (1399—1634) — протодержава ойратських племен, яку також називають Союзом Чотирьох Ойратів (або Чотири Ойрати), оскільки основу складали племена чорос, дербетів, хошутів, тогутів. Часто не зовсім вірно її називають Ойратським ханством. Втім фактично не мала ознак державності, оскільки кожне плем'я було самостійним. Лише в разі зовнішньої небезпеки або військового походу по здобич племена діяли спільно. Час від часу їх об'єднував представник племені, що ставало сильнішим на той момент. Найбільшого піднесення досягло у 1430—1450-х роках. Після загибелі Есен-тайши почалися занепад, внутрішня боротьба, тривалі війни з монголами і казахами. Зрештою бажання племені чорос перетворити Дербен-Ойрат у повноцінну централізовану державу призвело до відокремлення більшості торгутів, які утворили на Волзі Калмицьке ханство, а хошути біля озера Кукнор створили Хошутське ханство, що тривалий час здійснювало протекторат над Тибетом. На основній території Дербен-Ойрат постало Джунгарське ханство, яке стало найпотужнішим серед спадкоємців Союзу Чотирьох Ойратів.

## Історія

### Передумови
Ойрати тривалий час були основою Монгольської імперії. Згодом були частиною улуса Угедея, зрештою увійшли до імперії Юань. Після повалення влади останнього в Китаї 1368 року починаються дезінтеграційні процеси в Монголії і Уйгурії. Цим скористалися ойратські племена задля здобуття поступової незалежності. На їх чолі стояв Мунке-Темиром, що зберігав вірність Юань.
Подальша запекла боротьба династії Північна Юань (Монгольський каганат) з імперією Мін у 1368—1390-х роках значно послабила монгольську державу, чим скористалися ойрати. В цей час найбільшої потуги набули ойрати-чорос, ойрати-торгути і ойрати-дербет. Згідно з китайськими джерелами, тоді на чолі ойратського об'єднання стояли Махаму, Тайпін і Бату-болад.
У 1388 році ойрати вперше втрутилися в монгольські справи, сприявши перемозі Есудера з роду Ариг-бугідів проти Усхал-хана з роду Хубілаїдів. До 1392 року ойратський племінний союз (спершу відомий як Чотири Ойрати) стає доволі вагомою політичною силою. Після повалення кагана Нігулесугчі-хана у 1399 році владу в державі перебрали ойрати на чолі із чоросами на чолі із Батулою (відомого також як Махаму) і Угечі-Хашигу (відомого як Тайпін).

### Піднесення
Батула і Угечі-Хашигу поділили владу: перший став тайджі Дербен-Ойрату, а другий — могольським каганом. Внаслідок чого частина ойратів (торгути) втягуються у боротьбу проти монголів. При цьому союзником стає імперія Мін, яка 1409 року визнала владу Угечі-Хашину.
У свою чергу Батула-чінсан намагався внутрішньо зміцнити ойратський союз, але переважно зусилля спрямував на підкорення оазів Хамі і Турфан, вступивши у протистояння з Могулістаном. Початком тривалої війни стало захоплення 1408 року важливого міста Бешбалик. Але того ж року було втрачено владу ойратів над Монгольським каганатом, яка завершилася перемогою, а Батула-чінсан звів на трон Монголії залежного володаря. 1417 році Тогон-тайши зумів зміцнити центральну владу в Дербен-Ойрат, розпочавши процес перетворення конфедерації на справжню державу.
Водночас з 1419 року ойратський союз успішно діє проти могулістанських ханів, завдяки чому до 1421 року захоплено Турфан та північно-східні області Могулістану. Влада ойратів в Могулістані і Монголії тривала до 1425 року. Цього року війська Дербен-ойрат в битві біля Бор-Ногой-Зун зазнали нищівної поразки від монгольського кагана Адай-хана. В результаті ойрати знову були підпорядковані монгольському уряду.
Але вже 1433 року ойрати почали повстання, що завершилося відновленням власної незалежності й встановленням влади над Монгольським каганатом. Найбільшої потуги Дербен-Ойрат за Есен-тайши. Останній в часи фактично керування каганатом у 1440—1453 роках. При цьому був головою Чотирьох Ойратів. В результаті вдалося суттєво розширити володіння ойратів до озера Балхаш, а каганату — до озера Байкал, встановлено зверхність над маньчжурами, завдано нищівних поразок імперії Мін. Втім спроба зміцнити владу над ойратами, обмежити владу тайши призвела до повстання й загибелі Есена.

### Боротьба із західними сусідами
Смерть Есен-тайши призвела до послаблення влади ойратів та часткової дезінтеграції Союзу Чотирьох Ойратів. Декілька років велася боротьба за відновлення єдиновладдя. Вже з 1457 року Уч-Темур-тайши відновив Дербен-ойрат й розпочав походи проти казахів і кочових узбеків. Також здійснено спробу, користуючись боротьбою за монгольський трон, відновити владу ойратів над каганатом. Зрештою ойрати до кінця 1470-х років зазнали поразки.
З 1474 року починається нова війна з Могулістаном. Боротьба була запеклою з перемінним успіхом. Але у 1495 році ойрати зазнали нищівних поразок, їхні основні кочів'я було сплюндровано, після чого міцність ойратського союзу істотно ослабла.

### Війни з монголами
З 1483 року починається нова війна з Монгольським каганатом, яка була неуспішною для монголів на чолі з Даян-ханом. До кінця 1480-х років дербен-ойрат було підкорено й знову включено до складу Монгольської держави. Втім кожне з ойратських племен зберегло внутрішню автономію.
Нова боротьба за трон монгольського кагана наприкінці 1510-х років знову дала змогу ойратам здобути незалежність. Водночас міцність ойратського союзу була вже не такою міцною як раніше. Частина торгутів і хошутів відкочували до озера Кукунор.
Послаблення монгольських каганів знову призвело до активізації ойратських племен. У відповідь 1552 року Алтин-хан з Тумету і Ордосу почав нову велику війну проти ойратів. Вона з перервами тривала до 1562 року. За цей час ойратам з племен хойтів і торгутів було задано відчутних поразок. 1574 року удар завдано ойратським племенам баатутів і дербетів. У результаті ойратські племена почали кочувати до Семиріччя, уздовж річок Ілі і Іртиш, колишні володіння в Західній Монголії було залишено. У 1577 році держава тушету-ханів завдала поразки ойратам, яких було підкорено. У 1586 році владу тушету-ханів було повалено.
У 1587 році ойрати завдали монголам поразки, відновивши незалежність Дербен-Ойрату. В цей час починається посилення племені чорос, яке вступило у протистояння з хошутами. Невдовзі почалася війна з державою дзасаакту-хана, що тривала до 1606 року. З 1608 року починається нова війна з монголами — тепер проти алтин-ханів, що володіли Північно-Західною Монголією. Вона завершилася 1629 року перемогою ойратів.

### Розпад
Тривала війна з алтин-ханами призвела до спроб представників ойратів-чорос централізувати державу, що спричинило спротив інших членів Союзу Чотирьох Ойратів. Вже невдовзі після перемоги над ойратами починається відокремлення тайшів торгутів та хошутів.
Остаточно це сталося у 1634—1635 роках. Тоді відкоремилося більшість торгутів, що рушили на захід. На шляху пройшли землями Казахського ханства. При цьому торгути розраховували, що тюркські і монгольські племена доєднаються до них задля відновлення Золотої Орди на Волзі. Але ці плани зазнали невдачі. Тому частина торгутів рушила проти Хівінського ханства, якому було завдано важкої поразки. Потім торгути відкочували до Волги, де стали відомими як калмики. Згодом вони заснували Калмицьке ханство.
Хошути спочатку відкочували на південний схід, а у 1637 році рушили до Кукунору, де заснували власне ханство. До 1641 року встановили владу над усім Тибетом, знищивши тамтешні незалежні держави. Завдяки хошутам встановлено владу «жовтокапелюшної» секти ламаїстів Гелуг в Тибеті. Світська влада належала хошутським ханам.
Основні землі Дербен-Ойрат, де залишилися племена чорог і дербет (частково торгутів і хошутів), стали основою Джунгарського ханства, яке стало більш однорідним і внутрішньо міцним на відміну від Союзу Чотирьох Ойратів.

## Державний устрій
На чолі Дербен-Ойрату стояв хунтайджі (головний тайджі — володар) або дарго, якого обирали на з'їзді 4 ойратських племені — чулган (чуулган). Його влада поширювалася основним чином на керування військами ойратів під військових кампаній. Водночас кожне з основних племен залишалося фактично незалежним, їх очолювали спадкові тайши (тайджі). Тому часто дослідники розглядають Дербен-Ойрат як кочову конфедерацію
Кожне плем'я поділялася на улус, який у свою чергу поділявся на аймак. На чолі улусу стояв нойон, аймака — зайсан. Нойон і зайсани входили до дорадчого органу — дзарго.

## Господарство
Основою було скотарство (розведення коней, верблюдів, баранів), а також посередницька торгівля. Важливим напрямом була торгівля з імперією Мін. Частково було розвинено полювання — на велику звірину заради м'яса, а також заради хутра. Водночас чималий зиск отримувався від данини з підлеглих племен та грабіжницьких походів проти сусідів.

## Релігія
Тривалий час основним віруванням був шаманізм, зазвичай у формі тенгріанства. Водночас серед ойратів частково був поширений іслам. Про це свідчить друге ім'я першого очільника Дербен-Ойрату — Батули, якого також звали Махуму (перекручене його друге ім'я Махмуд). Поступово встановлюються контакти з представниками тибетського буддизму. На початку XVII ст. відбувається загальне прийняття буддизму у трактуванні секти Гелуг. До середини століття більшість ойратів прийняло ламаїзм.

## Очільники
- Батула-чінсан (1399—1416)
- Тогон-тайши (1416—1438)
- Есен-тайши (1438—1454)
- Амасанджі (1454—1455)
- Уч-Темур (1455—1478)
- Кешик Орог-тайши (1478—1486)
- Єнган-тайши (1486—1495)
- Буувей (1495—1530)
- Хонгор-нойон (1530—1577)
- Субагатай (1577—1586)
- Абіда-Аблай-тайши (1586—1600)
- Байбагас-батур (1600—1630)
- Хара-Хула (1630—1634)